# Unité urbaine de Branne
L'unité urbaine de Branne est une unité urbaine française centrée sur la ville de Branne, dans le Sud du département de la Gironde.

## Données globales
En 2020, selon l'Insee, l'unité urbaine de Branne était composée des trois communes de Branne, Grézillac et Lugaignac, toutes situées dans l'arrondissement de Libourne, subdivision administrative du département de la Gironde.

## Délimitation de l'unité urbaine de 2020
Liste des communes appartenant à l'unité urbaine de Branne selon la nouvelle délimitation de 2020 et sa population municipale en 2017.
| Nom       | Code Insee | Statut | Superficie (km2) | Population (dernière pop. légale) | Densité (hab./km2) |
| --------- | ---------- | ------ | ---------------- | --------------------------------- | ------------------ |
| Branne    | 33071      |        | 2,41             | 1 302 (2022)                      | 540                |
| Grézillac | 33194      |        | 7,79             | 688 (2022)                        | 88                 |
| Lugaignac | 33257      |        | 3,66             | 433 (2022)                        | 118                |

## Évolution démographique
L'évolution démographique ci-dessous concerne l'unité urbaine de Branne délimitée selon le périmètre de 2020.
| 1968  | 1975  | 1982  | 1990  | 1999  | 2007  | 2012  | 2017  | 2018  | 2022  |
| ----- | ----- | ----- | ----- | ----- | ----- | ----- | ----- | ----- | ----- |
| 1 778 | 1 665 | 1 798 | 1 778 | 1 859 | 2 206 | 2 444 | 2 462 | 2 479 | 2 423 |

### Articles externes
- Composition communale de l'unité urbaine de Branne selon le nouveau zonage de 2020